# Lekkoatletyka na Letnich Igrzyskach Olimpijskich 1948 – bieg na 100 m kobiet
Bieg na 100 metrów kobiet był jedną z konkurencji rozgrywanych podczas XIV Letnich Igrzysk Olimpijskich. Biegi zostały rozegrane w dniach 31 lipca - 2 sierpnia 1948 roku na stadionie Empire Stadium w Londynie.

## Rekordy
Tabela uwzględnia rekordy uzyskane przed rozpoczęciem rywalizacji.
|                   | Zawodniczka                      | Wynik  | Miejsce | Data            |
| ----------------- | -------------------------------- | ------ | ------- | --------------- |
| Rekord świata     | Stany Zjednoczone Helen Stephens | 11,5 s | Berlin  | 4 sierpnia 1936 |
| Rekord olimpijski | Stany Zjednoczone Helen Stephens | 11,5 s | Berlin  | 4 sierpnia 1936 |

## Terminarz
| Data            | Godzina |            |
| --------------- | ------- | ---------- |
| 31 lipca 1948   | 14:45   | Eliminacje |
| 2 sierpnia 1948 | 15:00   | Półfinały  |
| 2 sierpnia 1948 | 16:00   | Finał      |

## Wyniki
Z każdego z 9 biegów do półfinału awansowały dwie najlepsze zawodniczki. Do finału z każdego półfinału awansowały również dwie zawodniczki.

### Eliminacje
Bieg 1
| Poz. | Zawodniczka         | Reprezentacja | Czas | Uwagi |
| ---- | ------------------- | ------------- | ---- | ----- |
| 1.   | Fanny Blankers-Koen | Holandia      | 12,0 | Q     |
| 2.   | Viola Myers         | Kanada        | 12,5 | Q     |
| 3.   | Betty McKinnon      | Australia     | 12,7 |       |
| 4.   | Maria Oberbreyer    | Austria       | b.d. |       |
| –    | Jolán Mertin        | Węgry         | DNS  |       |

Bieg 2
| Poz. | Zawodniczka                | Reprezentacja | Czas | Uwagi |
| ---- | -------------------------- | ------------- | ---- | ----- |
| 1.   | Shirley Strickland         | Australia     | 12,4 | Q     |
| 2.   | Birthe Nielsen             | Dania         | 12,9 | Q     |
| 3.   | Noemí Simonetto de Portela | Argentyna     | 13,1 |       |
| 4.   | Benedicta de Oliveira      | Brazylia      | 13,2 |       |
| 5.   | Tilly Decker               | Luksemburg    | b.d. |       |

Bieg 3
| Poz. | Zawodniczka          | Reprezentacja     | Czas | Uwagi |
| ---- | -------------------- | ----------------- | ---- | ----- |
| 1.   | Grethe Lovsø Nielsen | Dania             | 12,6 | Q     |
| 2.   | Winifred Jordan      | Wielka Brytania   | 12,7 | Q     |
| 3.   | Audrey Patterson     | Stany Zjednoczone | 12,8 |       |
| 4.   | Joyce King           | Australia         | 13,1 |       |
| 5.   | Betty Kretschmer     | Chile             | b.d. |       |

Bieg 4
| Poz. | Zawodniczka      | Reprezentacja     | Czas | Uwagi |
| ---- | ---------------- | ----------------- | ---- | ----- |
| 1.   | Cynthia Thompson | Jamajka           | 12,4 | Q     |
| 2.   | Daphne Robb      | Południowa Afryka | 12,4 | Q     |
| 3.   | Mabel Walker     | Stany Zjednoczone | 12,8 |       |
| 4.   | Millie Cheater   | Kanada            | b.d. |       |
| –    | Léa Caurla       | Francja           | DNS  |       |
| –    | Mavis Evelyn     | Jamajka           | DNS  |       |

Bieg 5
| Poz. | Zawodniczka      | Reprezentacja     | Czas | Uwagi |
| ---- | ---------------- | ----------------- | ---- | ----- |
| 1.   | Doris Batter     | Wielka Brytania   | 12,6 | Q     |
| 2.   | Kathleen Russell | Jamajka           | 12,9 | Q     |
| 3.   | Lillian Young    | Stany Zjednoczone | 13,0 |       |
| 4.   | Elizabeth Müller | Brazylia          | 13,2 |       |
| –    | Lenke Eirand     | Węgry             | DNS  |       |

Bieg 6
| Poz. | Zawodniczka              | Reprezentacja   | Czas | Uwagi |
| ---- | ------------------------ | --------------- | ---- | ----- |
| 1.   | Dorothy Manley           | Wielka Brytania | 12,1 | Q     |
| 2.   | Phyllis Lightbourn-Jones | Bermudy         | 13,0 | Q     |
| 3.   | Marie-Thérèse Renard     | Belgia          | 13,6 |       |
| –    | Zsilvia Varga            | Węgry           | DNS  |       |
| –    | Carmen Phipps            | Jamajka         | DNS  |       |

Bieg 7
| Poz. | Zawodniczka       | Reprezentacja  | Czas | Uwagi |
| ---- | ----------------- | -------------- | ---- | ----- |
| 1.   | Olga Šicnerová    | Czechosłowacja | 12,4 | Q     |
| 2.   | Bente Bergendorff | Dania          | 12,6 | Q     |
| 3.   | Helena de Menezes | Brazylia       | 13,2 |       |
| 4.   | Üner Teoman       | Turcja         | 13,6 |       |
| –    | Liliane Sprécher  | Francja        | DNS  |       |

Bieg 8
| Poz. | Zawodniczka         | Reprezentacja | Czas | Uwagi |
| ---- | ------------------- | ------------- | ---- | ----- |
| 1.   | Liliana Tagliaferri | Włochy        | 12,8 | Q     |
| 2.   | Xenia Stad-de Jong  | Holandia      | 12,9 | Q     |
| 3.   | Phyllis Edness      | Bermudy       | 13,6 |       |
| 4.   | Grete Pavlousek     | Austria       | b.d. |       |
| 5.   | Alma Butia          | Jugosławia    | b.d. |       |

Bieg 9
| Poz. | Zawodniczka      | Reprezentacja | Czas | Uwagi |
| ---- | ---------------- | ------------- | ---- | ----- |
| 1.   | Patricia Jones   | Kanada        | 12,7 | Q     |
| 2.   | Gré de Jongh     | Holandia      | 12,9 | Q     |
| 3.   | Jeanine Moussier | Francja       | 12,9 |       |
| 4.   | Liv Paulsen      | Norwegia      | b.d. |       |
| –    | Elfriede Steurer | Austria       | DNS  |       |

### Półfinały
Bieg 1
| Poz. | Zawodniczka              | Reprezentacja   | Czas | Uwagi |
| ---- | ------------------------ | --------------- | ---- | ----- |
| 1.   | Fanny Blankers-Koen      | Holandia        | 12,0 | Q     |
| 2.   | Shirley Strickland       | Australia       | 12,4 | Q     |
| 3.   | Grethe Lovsø Nielsen     | Dania           | 12,7 |       |
| 4.   | Doris Batter             | Wielka Brytania | b.d. |       |
| 5.   | Liliana Tagliaferri      | Włochy          | b.d. |       |
| 6.   | Phyllis Lightbourn-Jones | Bermudy         | b.d. |       |

Bieg 2
| Poz. | Zawodniczka        | Reprezentacja     | Czas | Uwagi |
| ---- | ------------------ | ----------------- | ---- | ----- |
| 1.   | Dorothy Manley     | Wielka Brytania   | 12,4 | Q     |
| 2.   | Patricia Jones     | Kanada            | 12,6 | Q     |
| 3.   | Daphne Robb        | Południowa Afryka | 12,7 |       |
| 4.   | Bente Bergendorff  | Dania             | b.d. |       |
| 5.   | Xenia Stad-de Jong | Holandia          | b.d. |       |
| 6.   | Kathleen Russell   | Jamajka           | b.d. |       |

Bieg 3
| Poz. | Zawodniczka      | Reprezentacja   | Czas | Uwagi |
| ---- | ---------------- | --------------- | ---- | ----- |
| 1.   | Viola Myers      | Kanada          | 12,4 | Q     |
| 2.   | Cynthia Thompson | Jamajka         | 12,5 | Q     |
| 3.   | Olga Šicnerová   | Czechosłowacja  | 12,5 |       |
| 3.   | Birthe Nielsen   | Dania           | 12,5 |       |
| 5.   | Winifred Jordan  | Wielka Brytania | b.d. |       |
| 6.   | Gré de Jongh     | Holandia        | b.d. |       |

### Finał
| Poz. | Zawodniczka         | Reprezentacja   | Czas | Uwagi |
| ---- | ------------------- | --------------- | ---- | ----- |
| 1.   | Fanny Blankers-Koen | Holandia        | 11,9 | =     |
| 2.   | Dorothy Manley      | Wielka Brytania | 12,2 |       |
| 3.   | Shirley Strickland  | Australia       | 12,2 |       |
| 4.   | Viola Myers         | Kanada          | 12,3 |       |
| 5.   | Patricia Jones      | Kanada          | 12,4 |       |
| 6.   | Cynthia Thompson    | Jamajka         | 12,6 |       |